# Шумлянский, Александр Михайлович
Алекса́ндр Миха́йлович Шумля́нский (укр. Олександр Михайлович Шумлянський; 1748, с. Малые Будища, Войско Запорожское — 1795, Москва) — врач-акушер, доктор медицины и хирургии.
Брат — Павел Михайлович (1750—1821), профессор хирургии Московской медико-хирургической академии.

## Биография
Родился в семье значкового товарища Полтавского полка. Окончил Киевскую академию, после чего стал работать переводчиком в Московском государственном архиве. Когда его младший брат Павел поступил в Санкт-Петербургский генеральный госпиталь, А. Шумлянский вышел в отставку, переехал в Петербург и в 1773 году поступил учеником-волонтёром в Санкт-Петербургский адмиралтейский госпиталь. Через три года, в 1776 году, был оставлен при том же госпитале лекарем.
В 1777—1783 гг. на стипендию княгини Е. Д. Голицыной изучал акушерство в Страсбургском университете и в 1783 г., защитив там диссертацию «De structura renum» («О строении почек»), получил степень доктора медицины и хирургии.
Масон, возведён в 3-ю масонскую степень 15 декабря 1781 года.
Вернувшись в Россию, сдал экзамен в Медицинской коллегии, получил право практики в России и был назначен профессором в Санкт-Петербургский медико-хирургический Калинкинский институт. В 1785 году вместе с М. M. Тереховским был в заграничной поездке для осмотра высших врачебных школ. В 1786 году получил кафедру патологии и терапии в Московском врачебном училище. С 1793 года — профессор Московской акушерской школы. С 1794 года — почётный член Медицинской коллегии.

## Научная деятельность
Работая над диссертацией, применил оригинальный метод инъекции мочевых канальцев и кровеносных сосудов, благодаря чему показал отсутствие прямого сообщения этих образований между собой. Впервые описал особенности гистологического строения почки: капсулу, извитой каналец, сосудистый клубочек.
Диссертация выдержала в Европе несколько изданий, широко цитировалась и в XIX веке.
Роль капсулы и образованного ею пространства в механизме мочеобразования стала понятна после работ английского исследователя Уильяма Боумена (1816—1892). В русскоязычной литературе эту структуру принято называть капсулой Шумлянского — Боумена.

### Избранные труды
- Schumlansky A. De structura renum : Tractatus physiologico-anatomicus. — 2 ed. — 1788.
  - О строении почек : Физиолого-анатомический трактат / Пер. с латинск. — 2-е изд. // Соболь С. Л. История микроскопа и микроскопических исследований в России в XVIII веке. — М.; Л., 1949. — С. 519—558.
- Шумлянский А. М. Мнение одного истиннолюбца о поправлении наиполезнейшей для людей науки. — СПб., 1787. — 66 с.

Переводы
- Геллерт Х. Ф. Утешительныя разсуждения против немощной и болезненной жизни / Пер. с нем.: А. Шумлянской. — [М.]: Печ. при Имп. Моск. ун-те, 1773. — 94 с.
- Тиссо С. А. О здравии учёных людей / Пер. с нем.: А. Ш[умлянский]. — СПб.: Имп. тип., 1787. — 200 с.
- Нравоучительный разговор к пользе благородного юношества / Пер. с нем.: А. Шумлянской. — М.: Печ. при Имп. Моск. ун-те, 1773. — 24 с.